# Rolpaard

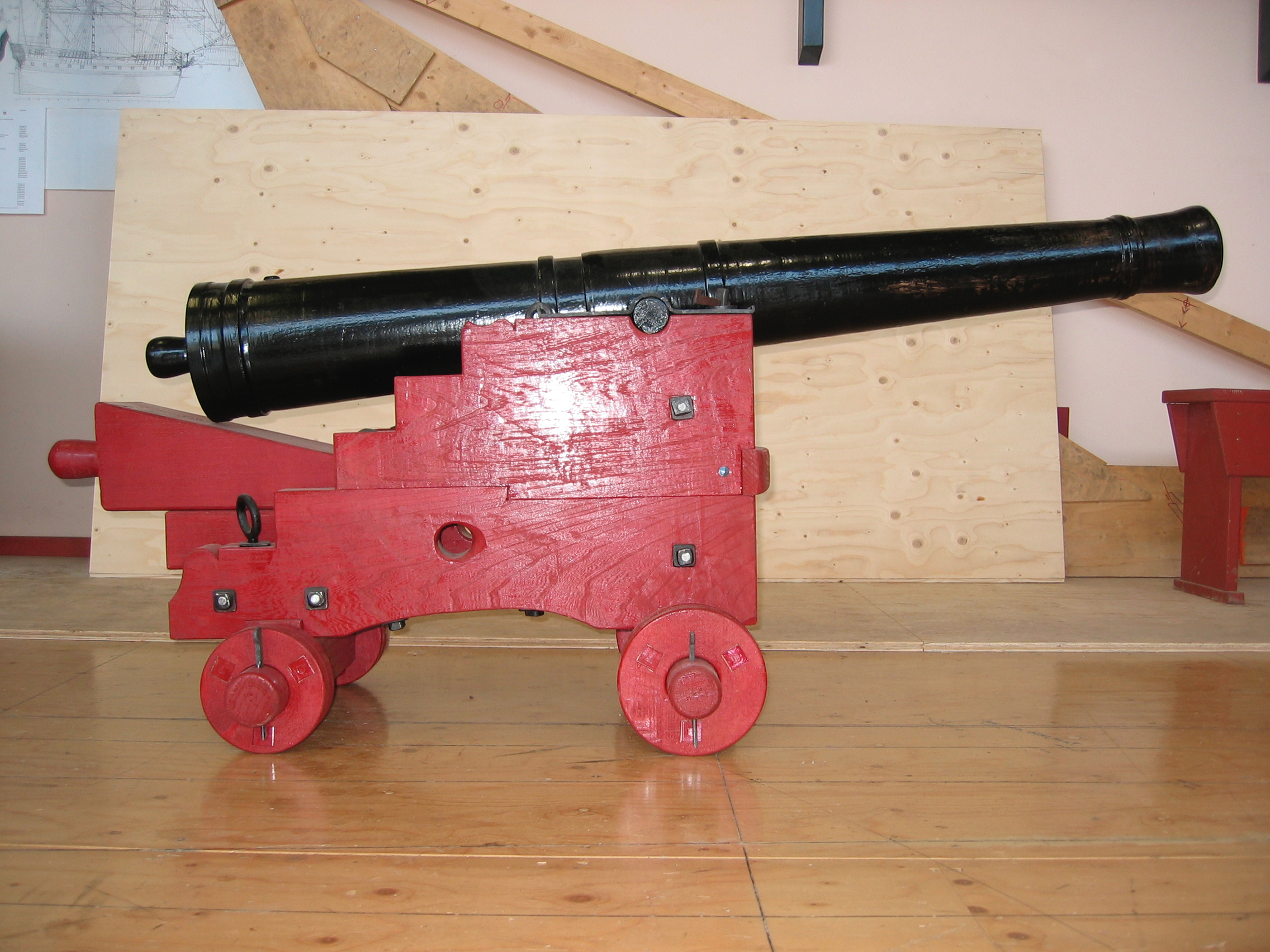
Demonstratierolpaardje - eind 18e eeuw

Een rolpaard is een voertuig met vier wielen dat op oudere (oorlogs)schepen werd gebruikt om een kanon te dragen en te manipuleren. Het werd ook wel 'rampaard' genoemd. Een vergelijkbaar tuig werd op land meestal affuit genoemd.

## Overzicht
De grote verscheidenheid aan kanonnen van gietijzer en brons, die in de loop van de minstens vijf eeuwen van zee-oorlogvoering als scheepsgeschut zijn gebruikt, heeft logischerwijs ook een eindeloze rij aan rolpaardmodellen ten gevolge gehad. Kanonnen hadden kalibers tussen 2 en 48 pond (kogelgewicht) of 6 tot 20 cm binnendiameter (minstens het dubbele voor de buitendiameter), bij een lengte tussen 1 en 4 meter en een gewicht tussen 200 en 10.000 kilo. Dat alles werd gedragen door een rolpaard van hout, soms iepen, voor de kleinere, maar vaker eiken, voor de grotere rolpaarden.

## Historie
De historische ontwikkeling van het rolpaard loopt parallel aan die van het scheepsgeschut; als dat zwaarder wordt, gaat het rolpaard natuurlijk mee.

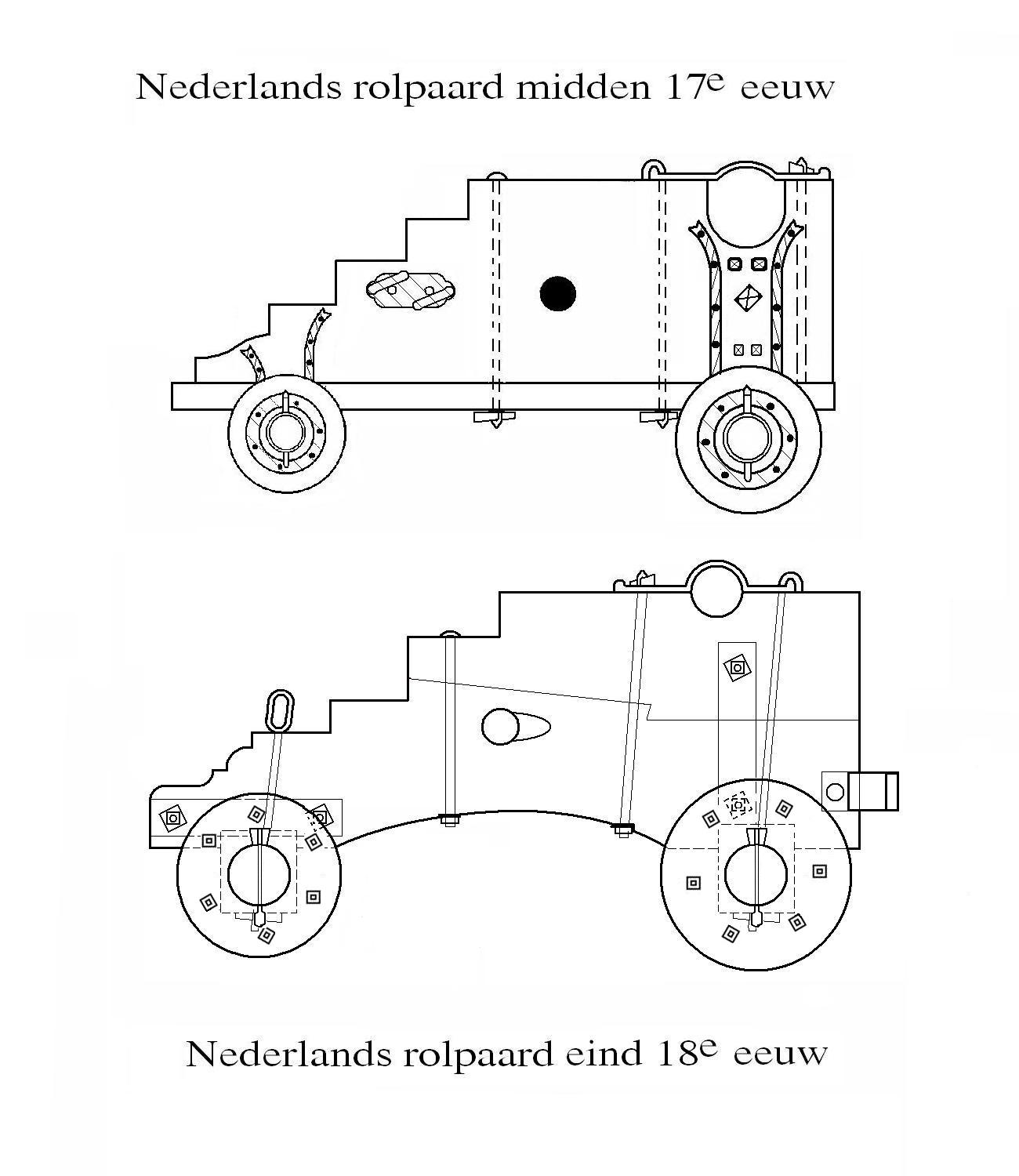
Twee rolpaarden, één uit de 17e en één uit de 18e eeuw

## Ontwikkeling
Een rolpaard is bij uitstek een gebruiksvoorwerp, een middel, geen doel. Doel was het raak schieten met een kanon, daar ging bij de productie dan ook de meeste aandacht naar uit, ook al vanwege de kosten van het ijzer- en bronsgieten. Men beheerste het legeren van staal nog niet goed. Een rolpaard is een begrijpelijk stuk gereedschap, dat gemakkelijk gemaakt en vervangen kon worden. Het maakte een evolutie door en werd aangepast naar de ideeën van de gebruikers.
De eerste afbeeldingen op schilderijen laten een kar zien, met vlakke bodem en daarop gezet de twee 'wangen' (klampen). Veel ijzersmeedwerk was nodig op de zijkanten om de dikke, houten assen met de wielen stevig aan het geheel te bevestigen. Alles werd geklonken, alleen de wielen en de beugels over de tappen van het kanon werden met spieën vastgezet.
Later, in de 18e eeuw, werden ijzerlegeringen met grotere sterkte in gebruik genomen en kon men sterkere schroefdraad maken. Het smeedwerk aan de buitenkant werd vervangen door lange, doorgeboorde pennen met schroefdraad en moeren, waardoor een rolpaard demonteerbaar werd en de onderdelen ervan makkelijker te vervangen. Ook de bodemplaat, die het geheel te zwaar maakte, werd vervangen door een korte horizontale plaat achter, tussen de wangen om de richtwig op te plaatsen. Aan de voorzijde verbond een verticale plaat, het 'kalf', de wangen. Ten slotte werd er vaak een horizontale ronde stootrand aan de voorkant aangebracht. Deze drie verbindingen werden ook met ijzeren staven en moeren 'doorgebout'. De assen werden makkelijk wisselbaar, want de verticale pennen die de delen van de wangen bij elkaar hielden, gingen ook door de assen en werden vastgezet met spieën.

## Gebruik

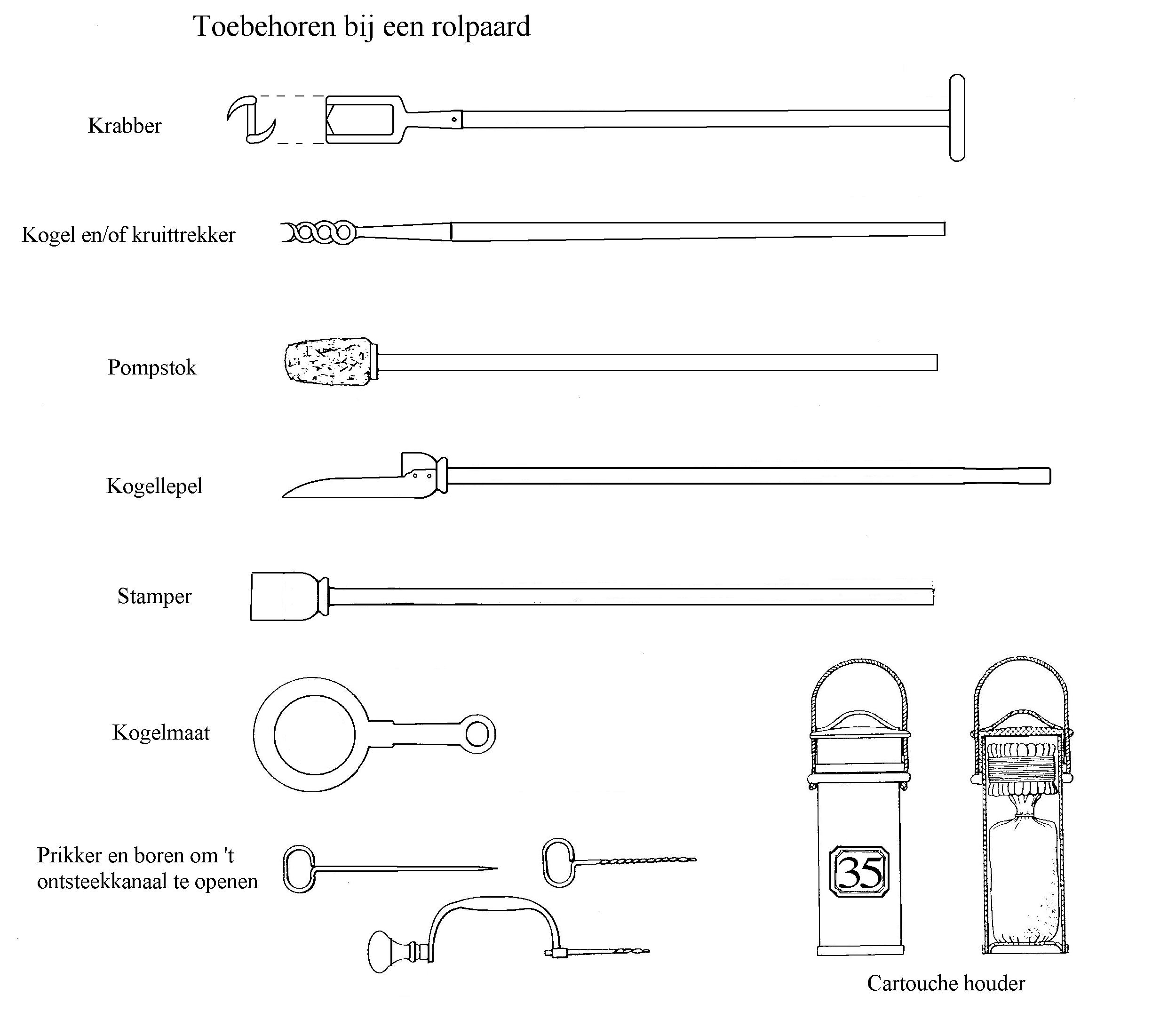
rolpaard - toebehoren

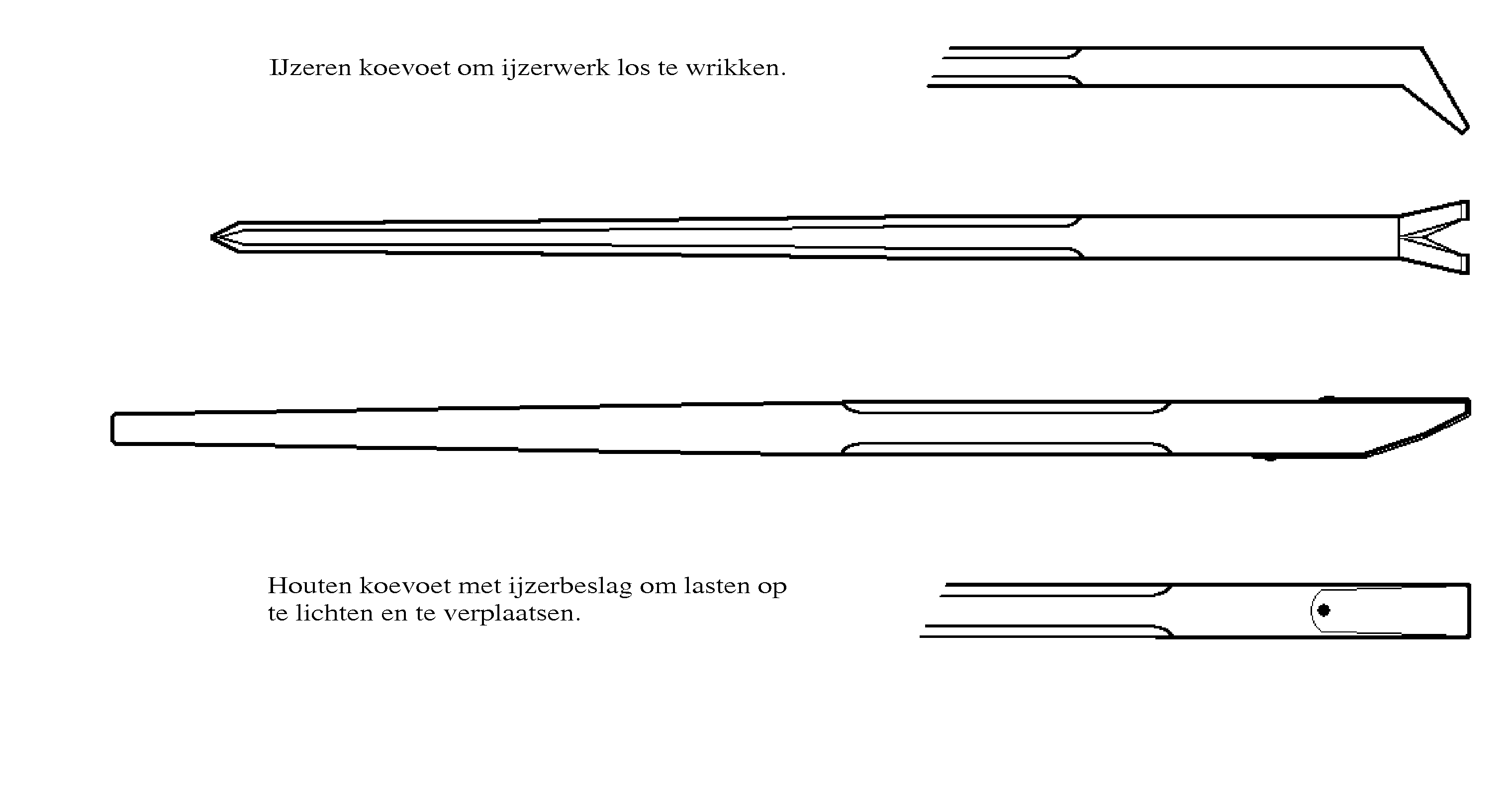
twee koevoeten, - eind 18e eeuw

Aan boord van (oorlogs)schepen werd elk groter kanon op de onderste dekken bediend door soms wel acht personen. Een rolpaard met kanon kon met twee stellen talies, één stel verbonden naar achteren aan het dek, het andere stel naar voren verbonden aan de scheepswand, heen en weer worden gehaald. Een derde touw van vaste lengte, soms wel 10 cm dik, de 'broeking', was achterlangs het kanon, of door twee grote gaten in de wangen van het rolpaard, aan weerszijden aan de scheepswand bevestigd.
De kanonnen uit die tijd waren voorladers, en dat bracht veel werk met zich mee dat soms, om snelheid te winnen, hangend buiten het schip werd uitgevoerd.
Een vuurcyclus van een kanon begon met het aan twee talies naar binnen halen van het rolpaard, door vier man. Daarna werd de loop van binnen schoongemaakt door een man met een krabber en een pompstok. Een tweede man opende met een prikker of een boor het ontsteekkanaal. Nummer drie gebruikte de kogelmaat om vast te stellen of de kogel niet te groot of te klein was. Daarna werd de kruitlading, de kardoes of cartouche, die door de kruitloper uit de kruitkamer onder/achter in het schip was gehaald, met een koperen of houten lepel ingevoerd. Een papieren of katoenen prop en vervolgens de kogel werden eraan toegevoegd en het geheel werd afgesloten door een prop van papier of katoenspinsel om te voorkomen dat de kogel uit de loop rolde. Met een stamper werd het geheel gefixeerd.
Dan werd met een tweede stel talies het samenstel tegen de scheepswand strak gezet, maar niet gefixeerd, in de juiste horizontale richting. Daartoe dienden de ronde stootrand en een koevoet. De verticale richting, de elevatie, werd ingesteld met één of twee zware houten wiggen tussen het achtereinde (kulas) en de bodem van het rolpaard. Daarna werd het ontsteekkanaal volgegoten met een beetje kruit. Soms werd dat voorbereid door rietjes van tevoren met kruit te vullen en in het ontsteekkanaal of "zundgat" te steken. Nadat iedereen afstand nam werd de lont ontstoken en afgeteld.
Het derde touw, de broeking, was zo lang dat het bij het schot de daarbij optredende terugslag van het rolpaard kon opvangen, zonder dat het bedienende personeel in gevaar kwam.

## Constructie

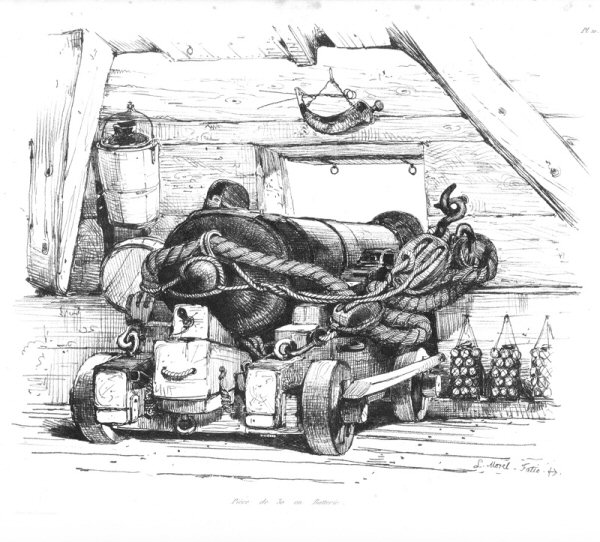
Een rolpaard met een 36 ponder en tuigage onderdeks opgesteld

Rolpaarden werden niet op scheepswerven vervaardigd, maar bij een blokkenmakerij of een speciale werkplaats. Ze werden wel op bestelling gemaakt, maar dan via de scheepsmagazijnen van de VOC, de WIC of de Admiraliteit bij de inrichting van de schepen geleverd. De inrichting en het opzetten van de tuigage van de schepen gebeurde niet op de werf, maar na de tewaterlating elders. Bijna alle materialen werden dan betrokken via zo'n magazijn.
Een opvallend constructiegegeven is dat vrijwel alle delen van ongeveer gelijke houtdikte zijn, zelfs de diameter van de (houten) assen, terwijl die meestal overeenkomt met het kaliber van het te dragen kanon. De wielen zijn meestal samengesteld uit twee kruislings gemonteerde platen hout, samen ook weer ter dikte van het kaliber. De voorwielen zijn vaak groter dan de achterwielen om de ronding van het dek te compenseren. De hoogte van een rolpaard was enigszins afhankelijk van de positie in het schip. De geschutpoorten zaten weliswaar per dek meestal op dezelfde hoogte, maar niet altijd. Het was gebruikelijk om de vuurmond op ongeveer één derde van de hoogte van de geschutpoort te positioneren.
Dit had tot gevolg dat de wangen meestal uit twee stukken bestonden, die met een stevige tandverbinding en het nodige ijzerwerk aan elkaar waren verbonden, teneinde de vereiste hoogte (soms wel een meter) te bereiken. De twee wangen stonden in een hoek ten opzichte van elkaar zodat de tappen volledig ondersteund konden worden, maar er tegelijkertijd ruimte was voor de kulas, die een veel grotere diameter had. Tapsheid tussen 1 op 10 en 1 op 20 was heel gewoon.